# Maryse Jaspard
Maryse Jaspard, née le 14 avril 1945, est une socio-démographe française, maîtresse de conférences à l’Université Paris 1-Panthéon-Sorbonne de 1970 à 2009. Auteure de nombreuses publications, elle dirige l’Unité de recherche « Démographie, genre et sociétés » à l’Institut national d’études démographiques (Ined), de 2005 à 2009.

## Biographie
En 1970, elle est maîtresse de conférences à l’Université Paris 1-Panthéon-Sorbonne jusqu'en 2009. Au poste de directrice éditoriale à l'Institut de démographie de cette université, elle entreprend la publication d'un article sur l'amour, la sexualité, le Syndrome d'immunodéficience acquise (SIDA) en milieu étudiant parisien en 1994,.
En 2004, elle coordonne l'Enquête nationale sur les violences envers les femmes en France (Enveff) en tant que chercheuse associée à l'Ined,.
Elle occupe le poste de responsable du laboratoire de recherche spécialisé en démographie, genre et sociétés à l'Ined, de 2005 à 2009, où elle contribue à plusieurs travaux de recherches,,.

## Publications scientifiques

### Ouvrages personnels
- 1997 : La sexualité en France sous la collection Repères à Paris[9]
- 2005 : Sociologie des comportements sexuels publié aux éditions de La Découverte[10]
- 2011 : Les violences contre les femmes aux éditions de La Découverte[11],[12]
- 2015 : Je suis à toi, tu es à moi : violence et passion conjugales sous les éditions Payot[13]
- 2017 : Sociologie des comportements sexuels paru pour la 3e édition sous ''La Découverte'' à Paris[14]

### Ouvrages co-rédigés
- 1987 : L'interruption volontaire de grossesse avec Michèle Ferrand sous la collection Que sais-je ? à Paris[15]
- 1992 : L'immigration en France : quel avenir ? avec Luc Legoux[16]
- 2003 : Les violences envers les femmes en France: une enquête nationale: juin 2002 avec Elizabeth Brown et Stéphanie Condon; paru aux éditions de ''la Documentation française'' à Paris[17].